# 桑多
桑多，是西班牙卡斯蒂利亚-莱昂萨拉曼卡省的一个市镇。总面积61平方公里，总人口192人（2001年），人口密度3人/平方公里。